# 윤강미
윤강미(Yoon Kang-mi, 1965)는 한국의 그림책 작가이자 일러스트레이터이다. 그녀는 대학에서 회화를 전공하고, 이후 화가로 활동하다가 그림책의 예술성에 매료되어 그림책 작가로 전향했다. 작가는 다양한 전시에서 작품을 선보였으며, 여러 국제 공모전에서 수상한 경험이 있다. 
그녀는 2018년 현대어린이책미술관이 주관한 「1회 언-프린티드 아이디어」 전시에서 관람객 투표를 통해 출판 지원작가로 선정되었다.

## 생애
윤강미는 1965년 11월 15일 경상북도 경산에서 태어났다. 영남대학교 미술대학 회화과를 졸업하고 같은 대학원에서 서양화를 전공했다. 대학 졸업 후 화가로 지내면서 5회의 개인전과 다수의 단체전에 참여했다. 그녀는 아이를 키우면서 그림책의 매력에 빠지게 되어 그림책에 대한 공부를 하기 시작했다. SI 그림책학교를 다니면서 그림책의 넓은 스펙트럼을 인식하게 되었고, 상상마당 볼로냐 일러스트레이터 수업을 들으며 <미나의 작은 새>를 준비했다. 2019년 첫 작품인 <나무가 자라는 빌딩>으로 데뷔했다. 그녀는 현재 산과 숲이 가까이 있는 도시의 아파트에 살고 있다. 어린 시절 자연에서 뛰어놀던 기억을 바탕으로 주로 자연과 인간의 교감이나 공존을 테마로 하는 그림책을 창작하고 있다. 그녀는 현재 독자와의 만남과 도서관 및 미술관에서 그림책 전시 참여를 계속하고 있다.

## 경력
윤강미의 첫 그림책인 <나무가 자라는 빌딩>은 2018년 현대어린이책미술관이 주관한 「1회 언-프린티드 아이디어」 전시에서 관람객 투표를 통해 선정된 작품이다. 그녀는 해당 작품으로 2019년에 BIB 한국 출품작으로 선정 되었고, 2020년 볼로냐국제아동도서전에서 ‘올해의 일러스트레이터’로 선정되기도 했다. 또한 그녀는 2022년에 <달빛 조각>으로 Singapore Asian Festival of Children’s Content(AFCC) “Lit Up”에서 일러스트레이터 상을 수상했다. 해당 작품으로 2023년 과달라하라 국제 도서전 KBBY 한국관 작가로 참여하였다. 
그녀는 <나무가 자라는 빌딩>으로 일본의 이타바시미술관 ‘2020 볼로냐 어린이 책 축제 일러스트레이션 수상작 순회전’에 작품을 전시했다. 또한 타이완의 ‘1916 the Cultural Heritage Park of Ministry of Cultural and National Changhua Living Art Center’에서도 2021년 <나무가 자라는 빌딩>, 2022년 <달빛 조각>으로 작품 전시를 진행했다.
그녀의 대표작 <나무가 자라는 빌딩>은 이탈리아, 프랑스 여러 나라의 평론가들에 의해 자연과 건축의 조화와 그와 관련된 상상력이 돋보인다는 평가를 받았다.

## 스타일
윤강미는 회화 작업을 할 때의 과감한 화면 구성이나 밝고 경쾌한 색채가 그림책 작업에도 반영되어 완성도 높은 예술 작품으로써의 그림책을 창출하고 있다. 그녀의 대표작 <나무가 자라는 빌딩>에서는 연필을 이용한 섬세한 스케치와 함께 과슈 물감, 색연필, 마카, 펜 등 다양한 재료를 사용해 깊이 있는 그림을 그려냈다.

## 수상
- 2022 싱가포르 Asian Festival of Children’s Content “Lit Up” 일러스트레이터 상 수상 - 달빛 조각[10]
- 2020 볼로냐 국제아동도서전 “올해의 일러스트레이터” 선정 - <나무가 자라는 빌딩>
- 2019 BIB 국제 일러스트레이션 비엔날레 한국대표작 선정 출품 - <나무가 자라는 빌딩>
- 2018 MOKA, 현대어린이책미술관 [언프린티드 아이디어전] 관람객 투표 최종 수상작가 선정 - 나무가 자라는 빌딩[11]
- 2017 제3회 나미콩쿠르 Distinction 수상

### 전시 활동
- 2024 <나무가 자라는 빌딩 - 나무가 자라는 아테이너>, 개인전, 수성아트피아 아테이너, 대구
- 2023 <달빛 조각 - 달빛아래 반딧불이>, 개인전, 최북미술관, 무주
- 2022 <달빛 조각 - 숲을 걷는 달빛 가족 >, 개인전, 지지향 갤러리, 파주
- 2022 <달빛 조각 - 숲을 걷는 달빛 가족>, 개인전, 세종 지혜의 숲, 세종
- 2019 <나무가 자라는 빌딩>, UI 출판지원 작가 선정 출간 기념 전시, 현대어린이책미술관, 판교
- 2018 <1회 언프린티드 아이디어>, 공모 단체전, 현대어린이책미술관, 판교

## 작품
- 2023 미나의 작은 새 (길벗어린이) ISBN 978-89-5582-694-4
- 2021 달빛 조각 (창비) ISBN 978-89-364-5569-9
- 2019 나무가 자라는 빌딩 (창비) ISBN 978-89-364-5535-4
  - 2019 La maison qui Fleurit (RUE DU MONDE, France) ISBN 9782355045851
  - 2019 DOVE CRESCONO GLI ALBERI (Topipittori, Italy) ISBN 9788833700663
  - 2019 長滿樹的大廈 (靑林國際出版服有限公司, Tiwan) ISBN 9789862744888
  - 2019 Aǧaçlarin yetiştiği Bina (koç Üniversitesi Yayinlari çocuk kitapiari, Türkiye) ISBN 9786057685308

## 글 작가와의 협업 작품
- 2022 감사 (그림책도시) ISBN 979-11-88172-09-2
- 2012 우리 교실에 벼가 자라요 (살림어린이) ISBN 978-89-522-1750-9